# Верещагин, Иван Васильевич
Иван Васильевич Верещагин — советский военный деятель, генерал-майор.

## Биография
Родился в 1916 году в деревне Горка. Член КПСС.
Окончил Орловское БТУ.
В 1939—1941 гг. — командир танкового взвода 13-й легкотанковой бригады Ленинградского военного округа, участник советско-финляндской войны, командир танкового взвода, адъютант начальника штаба 3-й танковой дивизии.
Участник Великой Отечественной войны: адъютант начальника штаба 3-й танковой дивизии, помощник начальника 1-го отделения штаба 225-й стрелковой дивизии, начальник оперативного отделения, заместитель начальник отдела, начальник штаба АБТВ 52-й армии, командир 4-й Дрезденской танковой бригады 1-го танкового корпуса Войска Польского
Награждён Серебряным Крестом ордена Virtuti Militari за участие в боях Великой Отечественной войны в составе Войска Польского
В 1946—1949 гг. — командир 11-го танкового полка 15-й гв. механизированной дивизии, заместитель командира 114-го гв. тяжелого танко-самоходного полка 15-й гв. механизированной дивизии, командир 28-го гв. тяжелого танко-самоходного полка 69-й гв. стрелковой дивизии.
В 1951—1957 гг. — командир 95-го гв. тяжелого танко-самоходного полка 8-й механизированной дивизии, советник командира 1-й танковой команды при Казарменной Народной полиции ГДР, заместитель командира 12-й механизированной дивизии 42-го стрелкового корпуса.
В 1959—1963 гг. — командир 30-й гвардейской танковой дивизии 8-й танковой армии Прикарпатского военного округа.
В 1963—1971 гг. — начальник отдела боевой подготовки 8-й танковой армии.
Делегат XXII съезда КПСС.
Умер в 1989 году.

## Награды
- Орден Красного Знамени
- Орден Отечественной войны I степени
- Орден Красной Звезды